# Steinmühle – Schule & Internat
Die Steinmühle (Eigenbezeichnung Steinmühle – Schule & Internat) ist ein Gymnasium mit gebundener Ganztagsschule in freier Trägerschaft und mit angeschlossenem Internat im Marburger Stadtteil Cappel. Die Einrichtung wurde 1949 in Cappel in einer alten Mühle und den angrenzenden Wirtschafts- und Wohngebäuden gegründet. Daraus entstand die frühere Bezeichnung „Landschulheim Steinmühle“. Seit 2018 tritt die Steinmühle als „Steinmühle – Schule & Internat“ auf.
Die Schule ist Mitglied bei Die Internate Vereinigung e. V. und beim Schulverbund Blick über den Zaun.

## Geschichte
Gerhard Buurman (1904–1987) als Leiter des Landerziehungsheims und Joseph Müller (1885–1965) als Leiter des Gymnasiums gründeten die Einrichtung im Jahr 1949. Der Unterricht startete am 10. Mai 1949 mit 50 Schülern, wenig später bezogen die ersten Internatsschüler das Stammhaus. 1951 wurde das alte Mühlengebäude ausgebaut und mitgenutzt. Es folgten 1954 das Bremerhaus, 1958 eine Sporthalle, ein Bootsschuppen, weitere Gebäude sowie Freizeiteinrichtungen. Schließlich wurde noch das Westfalenhaus eingerichtet, in dem die ersten Mädchen untergebracht wurden.
Im Jahr 1955 erhielt die Steinmühle den Status einer staatlich anerkannten Schule in freier Trägerschaft. Gerhard Buurmann nahm, offenbar aus geschäftlichen Gründen, Einfluss auf die Benotung und Versetzung einzelner Schüler, die Staatsanwaltschaft ermittelte wegen Bestechlichkeit. Der Spiegel berichtete darüber und bezeichnete die Schule 1960 als „Abiturfabrik bei Marburg“, ein Unternehmen, „das unter anderem der Förderung wenig begabter Kinder gut zahlender Väter dient“. 1962 gründete Buurman einen gemeinnützigen Schulverein als Träger der Schule. Nach kurzer Zeit übernahm Georg Gaßmann den Vorsitz. Als Konsequenz aus dem Vorfall existierten fortan bis auf Weiteres zwei voneinander abgegrenzte Strukturen (Schule und Internat).
1965 zog sich Gerhard Buurman aus der Leitung des Internats zurück und übergab das operative Geschäft an seinen Sohn, Gert-Ulrich Buurman, der das Landschulheim Steinmühle bis 1999 führte.
1978 wurde der Ganztagsschulbetrieb aufgenommen. 2006 wurde die Steinmühle zur erweiterten Ganztagsschule mit einem Fördersystem für alle Jahrgangsstufen. Im Jahr 1984 schmuggelten Schüler der Steinmühle im Rahmen einer Klassenfahrt einen DDR-Bürger über die Grenze. Der Fall sorgte bundesweit für großes Aufsehen.
Zum Schuljahr 2019/20 startete die neu gegründete „Bilinguale Grundschule Steinmühle“ mit einer flexiblen Schuleingangsphase in den Jahrgangsstufen 1 und 2. Es folgte der Start des Internationalen Gymnasialzweigs, der für die Absolventinnen und Absolventen der Bilingualen Grundschule hochwächst, aber auch externe Schülerinnen und Schüler aufnimmt.

## Lage und Campus
Die Steinmühle liegt an der Lahn. Diverse neue Schulgebäude und teilweise historische Wohngebäude (Mühle, Stammhaus) bilden den Campus, der ergänzt wird durch einen Speisesaal, zwei Sporthallen, einen Sportplatz, Tennisplätze, einen Reitstall, ein Bootshaus sowie einen Bade-Steg mit Beachvolleyballfeld. Im 2006 errichteten Forum befinden sich die Schülerbibliothek, Musik- und Gruppenräume und ein großer Veranstaltungssaal. 2010 entstand mit dem „Centrum 5/6“ ein Haus nur für die Klassen 5 und 6. Im Januar 2019 wurde das neue Mittelstufengebäude eröffnet, „Atrium 7-10“ genannt. Es bietet 12 Räume für die Klassen 7–10, Gruppenraum und Lagerraum für jede Jahrgangsstufe, einen großen Multifunktionsraum, Küche und Lehrerstützpunkt. Es folgten die Sanierung des Hauptgebäudes inkl. Sanierung der Cafeteria sowie die Aufstockung des Centrums 5/6 für die bilinguale Grundschule.

## Schulprofil
Die Steinmühle ist eine gebundene Ganztagsschule.
Zurzeit besuchen 900 Schülerinnen und Schüler die Steinmühle, davon wohnen 100 junge Menschen im Internat. Die Klassenstärken betragen in der Unterstufe 22, in der Mittelstufe 22–24 und in der Profil-Oberstufe (Lernen in festen Gruppen) 12–24. Begleitend zum allgemeinen Unterricht gibt es Projektunterricht, themenorientierte Tage zu Beginn und am Ende eines Schuljahres sowie handlungsorientierten Wahlunterricht.
Die Steinmühle unterrichtet folgende Sprachen: Englisch, Französisch, Latein, Spanisch, Italienisch sowie Russisch im Schulverbund; außerdem gibt es bilingualen Unterricht von Klasse 7 bis zum Abitur, die Möglichkeit, international anerkannte Sprachzertifikate zu erwerben, sowie Partnerschaften mit Schulen in den USA, Spanien, Frankreich und Uruguay.
Die musikalische und kulturelle Grundbildung umfasst vokales und instrumentales Musizieren, Bläserklassen, Darstellendes Spiel, Chor, Musicalprojekte, Theater-AG und ein frei verfügbares Atelier („Kulturmühle“).
Die Steinmühle ist die einzige Schule im Landkreis Marburg-Biedenkopf, die ihren Schülerinnen und Schülern im sogenannten Optionsmodell neben G9 auch G8 anbietet.

## Internat der Steinmühle
Das Internat bietet Platz für 100 Schülerinnen und Schüler von Klasse 5 bis 13. Sie bewohnen mit ihren pädagogischen Betreuern und deren Familien sechs Häuser auf dem Steinmühlengelände. Die Wohnhäuser verfügen über Einzel- und Doppelzimmer, Gemeinschaftsraum und Wohnküche.
Den Schülern des Internats steht ein Lernbüro zur Verfügung, in dem sie von einem Team aus Pädagogen und Studenten der Universität Marburg bei ihren außerschulischen Lernaktivitäten betreut werden.

## Trägerschaft
Die Steinmühle ist gegliedert in eine Schule und ein Internat. Der freie Träger der Schule ist der gemeinnützige Verein Steinmühle e. V. Das Internat wurde bis zum 31. Dezember 2023 privat betrieben von der Landschulheim Steinmühle GmbH. Seit dem 1. Januar 2024 firmieren beide Institutionen, Schule und Internat, wirtschaftlich unter einem Dach. Träger des Internats ist die Steinmühle gGmbH, eine hundertprozentige Tochter des Schulvereins Steinmühle e. V.

## Leiter
Leiter der Schule
- 1949–1956: Joseph Müller
- 1956–1962: Wilhelm Stier
- 1962–1965: Gerhard Ehl
- 1965–1977: Ingeborg Lindner-Helmer
- 1977–1980: Dieter Jöllenbeck
- 1980–1981: Gangolf Reccius (kommissarisch)
- 1981–1991: Klaus Teichler
- 1991–1993: Gerhard Müller (kommissarisch)
- 1993–2002: Brigitte Kettner
- 2002–2005: Ulrich Schmermund
- 2005–2006: Bernd Holly (kommissarisch)
- 2006–2010: Helmut Jäckel
- 2010–2011: Bernd Holly, Elke Karasek (kommissarisch)
- 2011–2023: Björn Gemmer und Bernd Holly
- seit 2023: Björn Gemmer[4]

Leiter des Internats
- 1949–1965: Gerhard Buurman
- 1965–1999: Gert-Ulrich Buurman
- 2002–2006: Jörg Kettner
- 2006–2011: Sascha Buurman
- 2011–2012: Marc Apfelbaum
- 2012–2015: Stefan Lange
- 2016–2020: Anke Muszynski und Nils Schwandt
- seit 2020: Anke Muszynski

## Bekannte Schüler
- Rainer Lachmann (1940–2025), deutscher Religionspädagoge und -didaktiker
- Sigmar Solbach (* 1946), deutscher Schauspieler
- Jo Steinebach (1955–2012), deutscher Musiker, Komponist und Produzent
- Sina Mainitz (* 1977), ZDF-Börsenreporterin
- Lucas Schäfer (* 1994), deutscher Rudersportler
- Nathalie Pohl (* 1994), deutsche Extremschwimmerin und Freiwasserschwimmerin